# 鲁宗岳
魯宗岳，中國著名電影製片人、編劇、導演，現任娛人製造（上海）影業總經理。

## 生平
畢業於安徽師範大學音樂系，後進修中國傳媒大學編導專業。1997年開始跟隨中央電視臺製片人劉曉航拍攝電視劇《傍海人家》、《女子特警隊》等作品。後曾任武警文工團歌手季紅的經紀人，為中國最早一批擁有證書的經紀人。
在星澤國際任藝人總監期間旗下藝人有：王剛、趙雅芝、鍾麗緹、吳大維、王思懿、溫碧霞等；之後轉型為影視劇製片人、編劇，先後創作電視劇中國版《六人行》，電視劇《海洋天堂》、電影《喜劇》、《秒睡之睡美男》，近期代表作品有電影《潛龍狙擊》、《費曼的夏天》、《沒有傍晚的後天》、《我要發達》。2017年，首次以導演身份執導電影《有罪》，該片根據2012年震撼台灣的“李宗瑞性侵案”改編，於2018年11月16日於香港及台灣上映。